# توافقيات طوبولوجية
يستخدم نظام الطوبولوجيا التوافقية المفاهيم التوافقية في علم الطوبولوجيا وتحول ذلك في أوائل القرن العشرين إلى مجال الطوبولوجيا الجبرية.
وانقلب الوضع في عام 1978 حيث استخدمت طرق من الطوبولوجيا الجبرية لحل مسائل توافقية عندما أثبت لازلو لوفاز حدسية كنيزر ومن ثم بدأت الدراسة الجديدة للطوبولوجيا التوافقية.
استخدمت مبرهنة لوفاز نظرية بورسلوك أولام حيث تقوم هذه النظرية بدور بارز في هذا المجال الجديد. يوجد لهذه النظرية العديد من الإصدارات والتماثلات واستخدمت كذلك في دراسة مسائل التقسيم العادل .
في تطبيق آخر للطرق المتجانسة لنظرية المخططات أثبت لوفاز (Lovász) كلا من الإصدارات غير الموجهة والموجهة لحدسية فرانك: بفرض أن المخطط المرتبط بـ kوالمُسمى G, k والنقاط v1,...,vk∈ V(G) و k عدد إيجابي صحيح n1,n2,...,nk يخلص إلى V(G)| |ويتواجد جزء من المجموعة {V1,...,Vk} من V(G) مثل vi∈ Vi, |Vi|=ni and Vi في مخطط فرعي مرتبط.
يبرز التطبيق الأهم للتوافقيات الطوبولوجية في مشاكل تلوين المخطط.
أيضا في عام 1987 تم حل مسألة القلادة بواسطة نوجا ألون. كما تم استخدامه لدراسة نظرية التعقيد الحسابي في شجرة القرارات وحدسية أندريا – كارب – روزنبرغ. وتشمل المجالات الأخرى طوبولوجيا المجموعات ذات الترتيب الجزئي وترتيب بروهات.
وتوجد أيضا طرق من [الطوبولوجيا التفاضلية لها الآن تناظر توافقي في نظرية مورس المنفصلة.

## كتابات أخرى
- Björner، Anders (1995)، "Topological Methods"، في Graham، Ronald L.؛ Grötschel، Martin (المحررون)، Handbook of Combinatorics (PDF)، The MIT press، ج. 2، ISBN:978-0-262-07171-0، مؤرشف من الأصل (PDF) في 2022-12-15.
- Kozlov، Dmitry (2005)، Trends in topological combinatorics، arXiv:math.AT/0507390.
- Kozlov، Dmitry (2007)، Combinatorial Algebraic Topology، Springer، ISBN:978-3-540-71961-8.
- Lange، Carsten (2005)، Combinatorial Curvatures, Group Actions, and Colourings: Aspects of Topological Combinatorics (PDF)، Ph.D. thesis، Berlin Institute of Technology، مؤرشف من الأصل (PDF) في 2016-03-04.
- Matoušek، Jiří) (2003)، Using the Borsuk-Ulam Theorem: Lectures on Topological Methods in Combinatorics and Geometry، Springer، ISBN:978-3-540-00362-5.
- Barmak، Jonathan (2011)، Algebraic Topology of Finite Topological Spaces and Applications، Springer، ISBN:978-3-642-22002-9.
- de Longueville، Mark (2011)، A Course in Topological Combinatorics، Springer، ISBN:978-1-4419-7909-4.